# Argyrosticta rufobrunnea
Argyrosticta rufobrunnea är en fjärilsart som beskrevs av Embrik Strand. Argyrosticta rufobrunnea ingår i släktet Argyrosticta och familjen nattflyn. Inga underarter finns listade i Catalogue of Life.